# Erard de la Mark
Erard de la Mark-Sedan també anomenat Cardenal de Bouillon (31 de maig de 1472, Sedan - 18 de març de 1538 a Lieja) fou el príncep-bisbe del principat de Lieja des de 1505 i arquebisbe de l'arxidiòcesi de València des de 1520 fins a la seva mort. També fou bisbe de Chartres de 1507 a 1525. El 1518, va esdevenir procurador de l'Abadia de Sant Miquel, prop d'Anvers.
El duc Erard era el tercer fill de Robert I de la Mark i de Joana de Saulcy. El seu germà gran, Robert II era el mariscal de camp de Bouillon. El 1521 Lleó X el promogué cardenal.

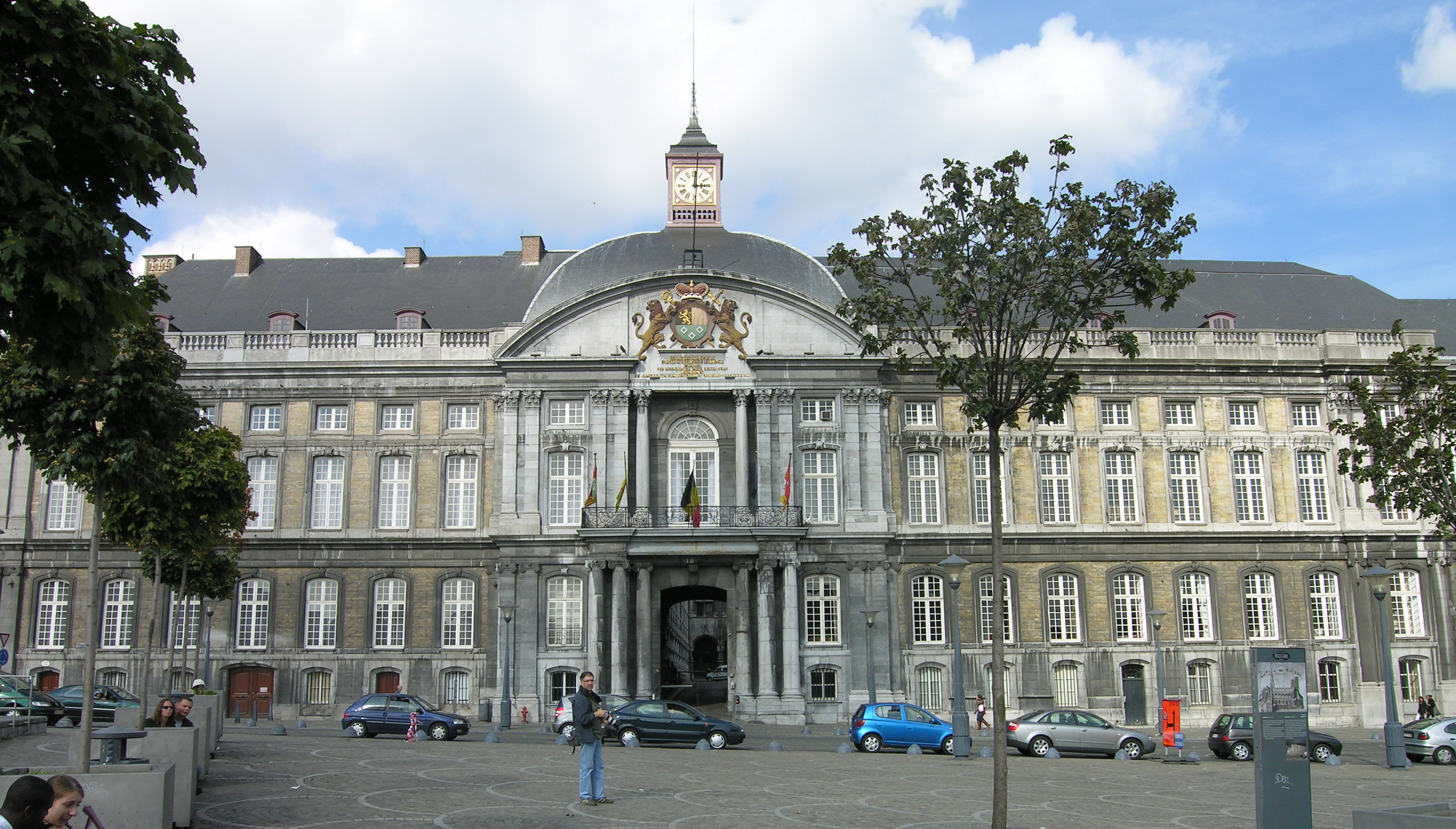
Lieja, façana principal del palau dels prínceps-bisbes

Després d'un període turbulent de guerres, Erard de la Mark, un noble adinerat, va restaurar la pau com que era un home polític hàbil que tenia relacions a moltes corts europees i al Vaticà. Contràriament als seus antecessors del segle XIV, Adolf i Engelbert de la Mark, bel·licosos i poc erudits, que van deixar records dolorosos al principat per a les seves exaccions sense mercè i llur absolutisme sense compromisos, Erard era un adepte de les idees de l'humanisme. «Tornà l'home al centre de la creació.»
Estimulà les arts i les ciències. Erasme de Rotterdam va dedicar-li unes de les seves obres. Va nomenar un altre humanista, Jerôme Àlexandre com el seu canceller. Va contribuir a la renaixença de la ciutat de Lieja en encarregar l'arquitecte Arnold van der Mulcken de reconstruir el palau dels prínceps-bisbes. El 1537 va enviar el pintor de la cort, Lambert Lombard, junts amb el cardenal Reginald Pole a Roma per a adquirir obres d'art per al principat. Fora de Lieja, va embellir la seva residència d'estiu, el Prinsenhof a Kuringen i va ser un mecenes per a l'Abadia d'Herkenrode. El seu escut es troba sempre damunt al portal d'aquesta abadia. També volia crear una universitat, però la Universitat de Lovaina, àvida del seu monopoli, va oposar-se ferotgement. La Universitat de Lieja només podrà crear-se tres segles més tard sota el regne de Guillem I dels Països Baixos. Tot i ser humanista, va castigar durament els protestants. Sota el seu regne, els primers «herètics» van ser executats al 1528. Va ofegar amb sang els animadors d'un moviment de la població famolenca, els anomenats Rivageois.
A l'inici, va mantenir una política d'estricta neutralitat del principat de Lieja, entre els ducs de Borgonya i el rei de França. Quan les seves relacions amb Francesc I de França van deteriorar-se, va triar el costat de Carles V. Així va tenir un paper diplomàtic important en la designació de Carles V en comptes del seu concurrent Francesc I. Els estats de Lieja no van gaire apreciar aquesta política, i un dels seus successors, Gerard de Groesbeek va haver de tornar a instaurar la neutralitat del principat el 1577.